# 中兴路街道 (平顶山市)
中兴路街道，是中华人民共和国河南省平顶山市新华区下辖的一个乡镇级行政单位。

## 行政区划
中兴路街道下辖以下地区：
中兴社区、文化宫社区和联盟路社区。